# Innuendo (cançó)
«Innuendo» és una cançó de la banda de rock britànica Queen. Escrita per Freddie Mercury i Roger Taylor però acreditada a Queen, és el tema d'obertura de l'àlbum del mateix nom (1991), i es va publicar com el primer senzill de l'àlbum. El senzill va debutar al número u de la llista de singles del Regne Unit el gener de 1991, el primer èxit número u de la banda des de "Under Pressure" el 1981, i, a més, va arribar al top ten d'altres deu països. S'inclou al segon àlbum recopilatori de la banda Greatest Hits II.
Amb sis minuts i mig, és una de les cançons èpiques de Queen. La cançó s'ha descrit com a "reminiscència" de "Bohemian Rhapsody" perquè "reportava a les seves arrels de rock progressiu". Els seus versos estan a l'escala oriental i inclou una secció de guitarra flamenca interpretada pel guitarrista de Yes Steve Howe i Brian May, també en aquesta modalitat, un interludi operístic i seccions de hard rock que recorden els primers discs de Queen, a més de la lletra inspirada en part en la malaltia de Mercuri; encara que les històries dels mitjans de comunicació sobre la seva salut estaven sent negats amb força, ja estava greument malalt de sida, que es cobraria la seva vida el novembre de 1991, 10 mesos després de la publicació de la cançó.
La cançó va anar acompanyada d'un vídeo musical amb representacions animades de la banda en una pantalla de cinema semblant a la pel·lícula Nineteen Eighty-Four, una misteriosa figura de plastilina en stop-motion i imatges esgarrifoses. S'ha descrit com una de les obres més fosques i commovedores de la banda. AllMusic va descriure la cançó com una "excel·lent èpica" que tracta sobre "la incapacitat de la humanitat per viure harmoniosament".

## Composició
"Innuendo" es va reunir "com un trencaclosques". El tema recurrent (amb el ritme tipus Boléro) va començar com una jam session entre May, Deacon i Taylor. Aleshores, Mercury va afegir la melodia i part de la lletra, que després van ser completades per Taylor.
La secció del mig va ser principalment obra de Mercury, segons una entrevista a May a l'octubre de 1994 a la revista Guitar Magazine. Presenta un solo de guitarra flamenca, seguit d'un pont d'influència clàssica, i després el solo de nou però interpretat amb guitarres elèctriques. Aquesta secció és especialment complexa, amb un patró de tres compassos en 5/4 de temps (raonablement poc comú a la música popular) seguit de cinc compassos en el temps de 3/4 més utilitzat. El final de l'estil flamenc-guitarra es basa en el compàs de 5/4, però és en temps de 6/4.
La secció de pont ("You can be anything you want to be") inclou una orquestració sofisticada, creada per Mercury i el productor David Richards utilitzant el popular teclat/sintetitzador/estació de treball Korg M1. Mercury havia organitzat i coarranjat orquestres en la seva carrera en solitari, i va tancar l'anterior àlbum de Queen amb el tema "Was It All Worth It", que incloïa un interludi a l'estil de Gershwin també provinent d'un sintetitzador M1. La secció del pont a "Innuendo" és a 3/4, mostrant una vegada més l'afecte de Mercury pels compassos ternaris: "Bicycle Race" és una altra amb seccions principals en 4/4 i mig vuitè en 3/4, i alguns dels seus peces millors conegudes (és a dir, "We Are the Champions" i "Somebody to Love") van ser en 6/8, com seria la seva darrera composició, "A Winter's Tale".

## La participació de Steve Howe
Steve Howe ha dit que estava "tan orgullós" d'haver tocat la cançó i es va convertir en l'únic que no era membre de Queen que havia tocat la guitarra en una gravació d'estudi d'una cançó de Queen. Howe i Mercury havien estat amics des de feia uns quants anys, ja que es trobaven molt sovint als Townhouse Studios de Londres. Yes havia gravat Going for the One als Mountain Studios el 1976–77 poc abans que Queen comprés l'estudi suís, i l'àlbum debut d'Asia va ser produït per l'enginyer de Queen, Mike Stone.
En una pausa d'una sessió d'enregistrament a Ginebra, Howe va conduir fins a Montreux i es va aturar per dinar. Allà es va trobar amb Martin Groves, que havia treballat per a Yes abans i en aquest moment era el supervisor d'equips de Queen. Groves li va dir que Queen estava a l'estudi en aquell moment.
Tan bon punt Steve Howe va entrar als estudis, Mercury li va demanar que toqués una mica de guitarra (segons el productor David Richards, que també havia treballat amb Yes en el passat). Una altra versió és que Brian May va ser qui li va demanar que toqués la part de flamenc. Quan els membres de Queen van preguntar si Howe volia tocar a la cançó principal, Howe va suggerir educadament que havien perdut el cap. Va necessitar el pes combinat de Mercury, May i Taylor per persuadir-lo.
Les notes de folre de l'àlbum contenen el crèdit a "Innuendo": "Additional Wandering Minstrel Spanish Guitar - Somewhere In the Middle - by Steve Howe. Many thanks Steve" (guitarra espanyola addicional joglar errant - En alguna part al mig - per Steve Howe. Moltes gràcies Steve".

## Vídeo musical
Es va crear un vídeo musical molt elaborat per acompanyar el senzill i es va publicar el 20 de desembre de 1990, combinant animació stop motion amb rotoscòpia i amb ninos en un detallat set de cinema en miniatura. Els membres de la banda només apareixen com a il·lustracions i imatges, principalment extretes de vídeos musicals anteriors de Queen (com ara "The Miracle", "Scandal", "Breakthru", "The Invisible Man", "I Want It All" i clips del aleshores inèdit "Live at Wembley '1986"), en una pantalla de cinema de la mateixa manera que a la pel·lícula Nineteen Eighty-Four, amb Mercury dibuixat a l'estil de Leonardo da Vinci, May a l'estil dels aiguaforts victorians, Taylor a la estil de Jackson Pollock, i Deacon a l'estil de Pablo Picasso. També va incloure un muntatge d'imatges històriques, tant de la Segona Guerra Mundial com de la Guerra del Golf. L'interludi de música flamenca va mostrar figures de fang de bufons que actuaven, que van ser animades per Klaybow Films. El vídeo va rebre una gran rotació a MTV Europe i va guanyar a la productora DoRo (que també va produir els vídeos de tots els altres senzills de l'àlbum Innuendo) un premi Monitor al millor èxit en vídeo musical.

## Llistes de seguiment
- Senzill de 7 polzades

A. "Innuendo" (versió de l'àlbum) – 6:30
B. "Bijou" – 3:37
- Senzill de 12 polzades i CD

1. "Innuendo" (explosive version) – 6:46
2. "Under Pressure" – 4:04[11]
3. "Bijou" - 3:37

## Personal
Queen
- Freddie Mercury: veu principal i de suport, teclats
- Brian May: guitarra elèctrica, guitarra clàssica
- Roger Taylor – bateria, percussió
- John Deacon - baix

Músics addicionals
- Steve Howe: guitarres clàssiques i solos de guitarra espanyola
- David Richards: programació del teclat

## Gràfics
| Gràfic (1991)                         | Màxima posició |
| ------------------------------------- | -------------- |
| Alemanya (Llistes oficials alemanyes) | 5              |
| Austràlia (ARIA)                      | 28             |
| Àustria (Ö3 Austria Top 40)           | 12             |
| Espanya (AFYVE)                       | 6              |
| Europa (Eurochart Hot 100)            | 3              |
| Bèlgica (Ultratop 50 Flandes)         | 8              |
| Finlàndia (Suomen virallinen lista)   | 3              |
| Irlanda (IRMA)                        | 4              |
| Itàlia (Musica e dischi)              | 3              |
| Nova Zelanda (Recorded Music NZ)      | 10             |
| Païssos Baixos (Dutch Top 40)         | 4              |
| Païssos Baixos (Single Top 100)       | 4              |
| Portugal (AFP)                        | 1              |
| UK Singles (OCC)                      | 1              |
| Suïssa (Swiss Hitparade)              | 3              |
| US Mainstream Rock (Billboard)        | 17             |

| Llista (1991)                  | Posició |
| ------------------------------ | ------- |
| Alemanya (Llistes oficials)    | 60      |
| Bèlgica (Ultratop)             | 86      |
| Europa (Eurochart Hot 100)     | 39      |
| Països Baixos (Dutch Top 40)   | 42      |
| Països Baixos (Single Top 100) | 33      |
| Regne Unit Senzills (OCC)      | 70      |

## Certificacions i vendes
| País             | Certificació | Vendes    |
| ---------------- | ------------ | --------- |
| Itàlia (FMI)     | Or           | 35.000 +  |
| Regne Unit (BPI) | Plata        | 200.000 + |

## Altres versions
La cançó i parts de les cançons de Led Zeppelin "Kashmir" i "Thank You van ser interpretades pel cantant principal d'aquesta banda, Robert Plant, amb els tres membres supervivents de Queen (May, Taylor i Deacon) al The Freddie Mercury Tribute Concert el 1992 a l'estadi de Wembley. "Kashmir" havia estat una de les inspiracions per a "Innuendo". No obstant això, la cançó es va deixar fora del llançament del DVD a petició de Plant, ja que va oblidar part de la lletra i la seva veu, segons el seu propi punt de vista, no estava en la millor forma. Com a "Kashmir", el títol de la cançó només apareix una vegada a la lletra.
La "explosive version" (versió explosiva) del senzill 12 polzades de "Innuendo" presenta un soroll similar a una bomba atòmica després que Mercuri canti la línia "until the end of time" (fins al final dels temps).
Es va publicar una versió promocional de la cançó, acompanyada d'un vídeo editat. Aquesta versió només dura 3 minuts i 28 segons.
Chris Daughtry va versionar aquesta cançó a la setmana temàtica de Queen a la cinquena temporada d'American Idol.
La banda de rock dur Queensrÿche ha versionat aquesta cançó al seu àlbum Take Cover.
La banda de power metal Lords of Black va gravar una versió de la cançó al seu segon àlbum d'estudi II (2016). Apareix com un bonus per a l'edició digital.

## En la cultura popular
- La cançó s'inclou al videojoc competitiu de karaoke SingStar Queen per a PlayStation 2 i PlayStation 3.
- La cançó s'utilitza com a videomix d'introducció per al musical We Will Rock You.
- La cançó es va utilitzar durant un episodi de La mort de Iugoslàvia.